# Cerkiew Narodzenia Przenajświętszej Bogurodzicy w Wierbiążu Niżnym
Cerkiew Narodzenia Przenajświętszej Bogurodzicy (ukr. Церква Різдва Пресвятої Богородиці) – zabytkowa, drewniana cerkiew w Wierbiążu Niżnym na zachodniej Ukrainie w obwodzie iwanofankiwskim.

## Opis
Jest to pięciokopułowa cerkiew typu huculskiego o konstrukcji zrębowej wzniesiona w 1808 roku na planie krzyża. Nad każdą częścią konstrukcji drewnianej znajduje się ośmiobok nakryty kopułą namiotową ze ślepą latarnią i małą kopułą. Bryła cerkwi otoczona jest okapem wspartym na „rysiach”. Wewnątrz znajduje się polichromia z końca XX wieku oraz ikonostas z początków XIX wieku. Jest ona najlepiej rozwiniętym przykładem ewoluujących etapów cerkwi huculskiej. Obiekt stanowi świadectwo wyraźnego, odrębnego stylu architektonicznego, niepodobnego do innych spotykanych w regionie i prezentuje najwyższy kunszt ciesielski.
Pierwotnie, jak wszystkie inne na tym terenie, była to cerkiew greckokatolicka. Obecnie należy do Ukraińskiej Cerkwi Prawosławnej Patriarchatu Kijowskiego. Proboszczem jest o. Wasyl Wepruk. Święto patronalne odbywa się 21 września.
W 2013 roku została wpisana na Listę Światowego Dziedzictwa UNESCO wraz z innymi drewnianymi cerkwiami w Polsce i na Ukrainie.

## Historia
Tablica fundacyjna na nadprożu drzwi do babińca informuje, że cerkiew pochodzi z lat 1788 i 1808. Wedle tradycji została zbudowana przez wspomnianego na tablicy Hryhorija Semeniuka Melnyka, byłego opryszka, „za doboszowe” pieniądze. Ludowy przekaz mówi o tym, że jeden ze zbójników, członków grupy Aleksego Dobosza, zniknął bez śladu z pieniędzmi. Po kilku latach Dobosz spotkał go podczas odpustu w Wierbiążu. Bojąc się zemsty, Semeniuk zaprowadził go do nowej cerkwi twierdząc, że postawił ją własnoręcznie, aby odkupić swoje winy. Watażka miał mu darować karę, mówiąc, że gdyby o tym wiedział, dołożyłby jeszcze złota. Grupę Dobosza rozbito jednak w 1745 roku, co podaje w wątpliwość tę opowieść. Miejscowi historycy Mychajło Łasiczuk i Iwan Łudczak przesuwają jednak datę budowy na rok 1756, pisząc, że Semeniuk „wynalazł i sprowadził z gór 24 huculskich majstrów a gromada wzięła na siebie wydatki związane z wożeniem drewna ze wsi Kniażdwór”. Nowsze opracowania stwierdzają, że cerkiew musiała powstać w krótszym czasie, najpierw została przykryta dachami, a wewnątrz była wykańczana stopniowo. Natomiast rok 1808 to data jej poświęcenia. W 1743 roku zbudowano dzwonnicę, o czym świadczy fundacyjny napis na nadprożu. Dzwon pochodzący z 1745 został ofiarowany przez Hryhorija Melnyka. W 1812 roku Hryhoryj Semeniuk Melnyk został odznaczony przez cesarza Franciszka II Habsburga małym złotym medalem za postawienie cerkwi.

## Przypisy

Cerkiew Narodzenia Przenajświętszej Bogurodzicy w Wierbiążu Niżnym
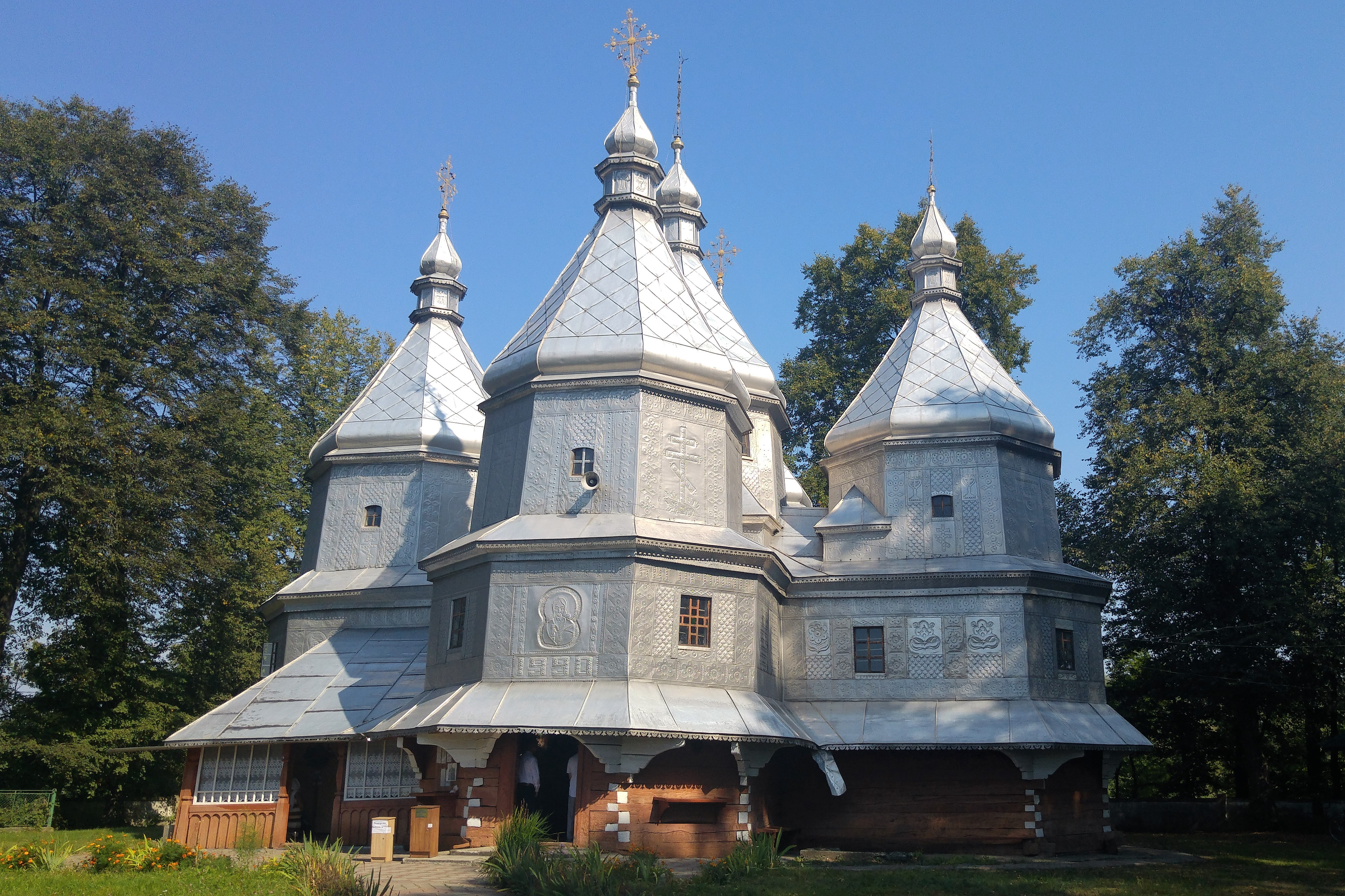
Cerkiew
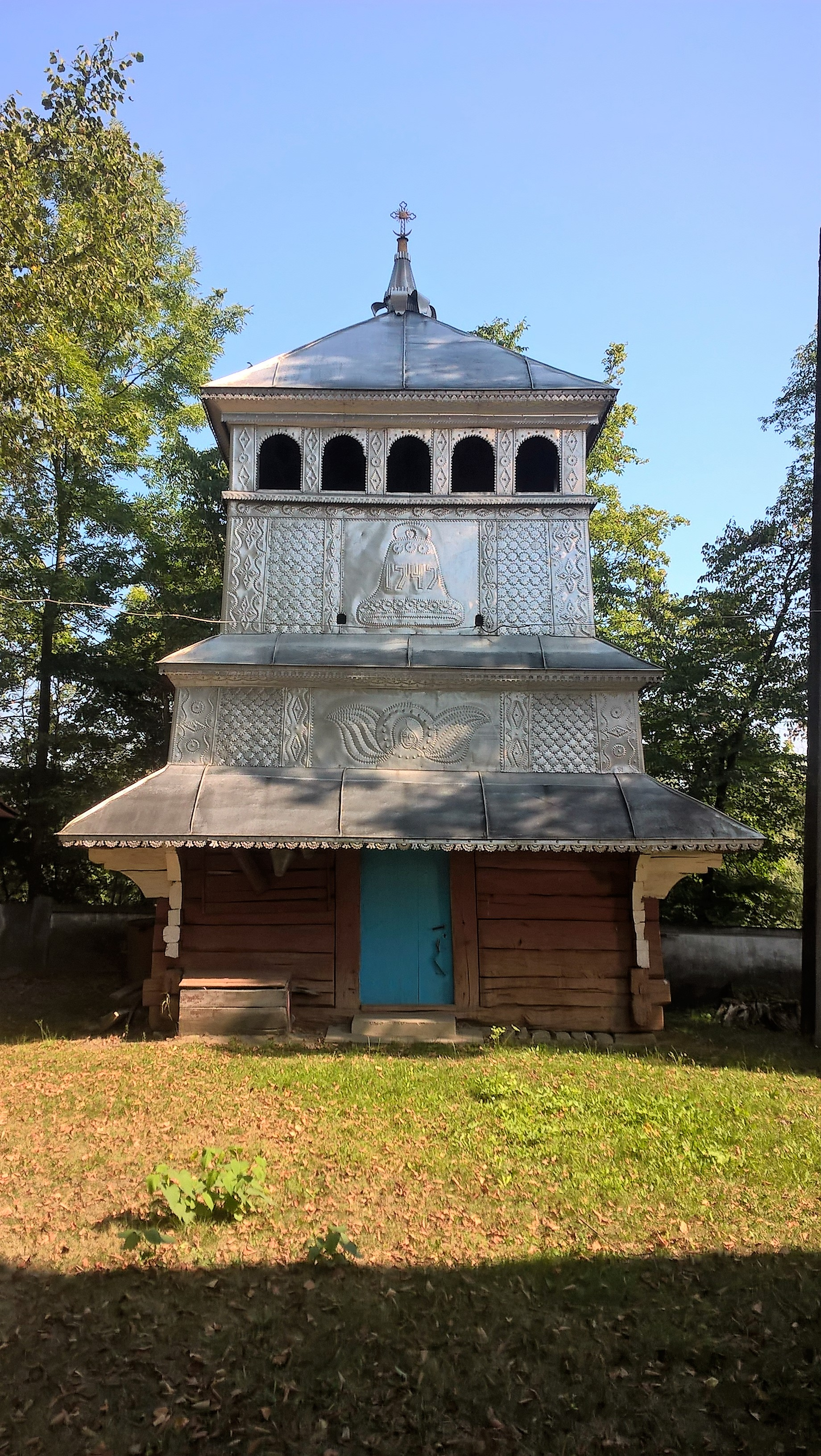
Dzwonnica
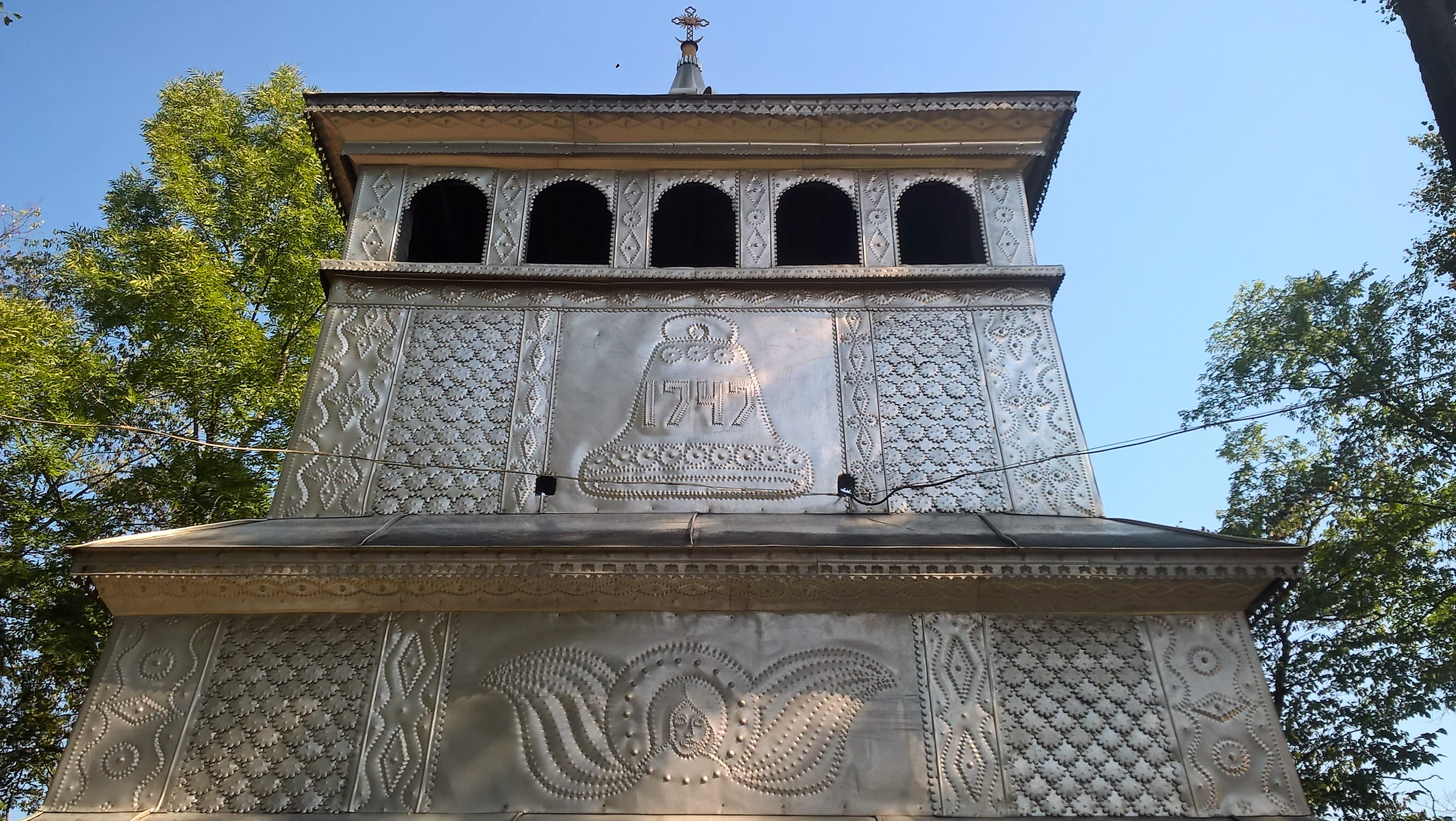
Kopuła dzwonnicy
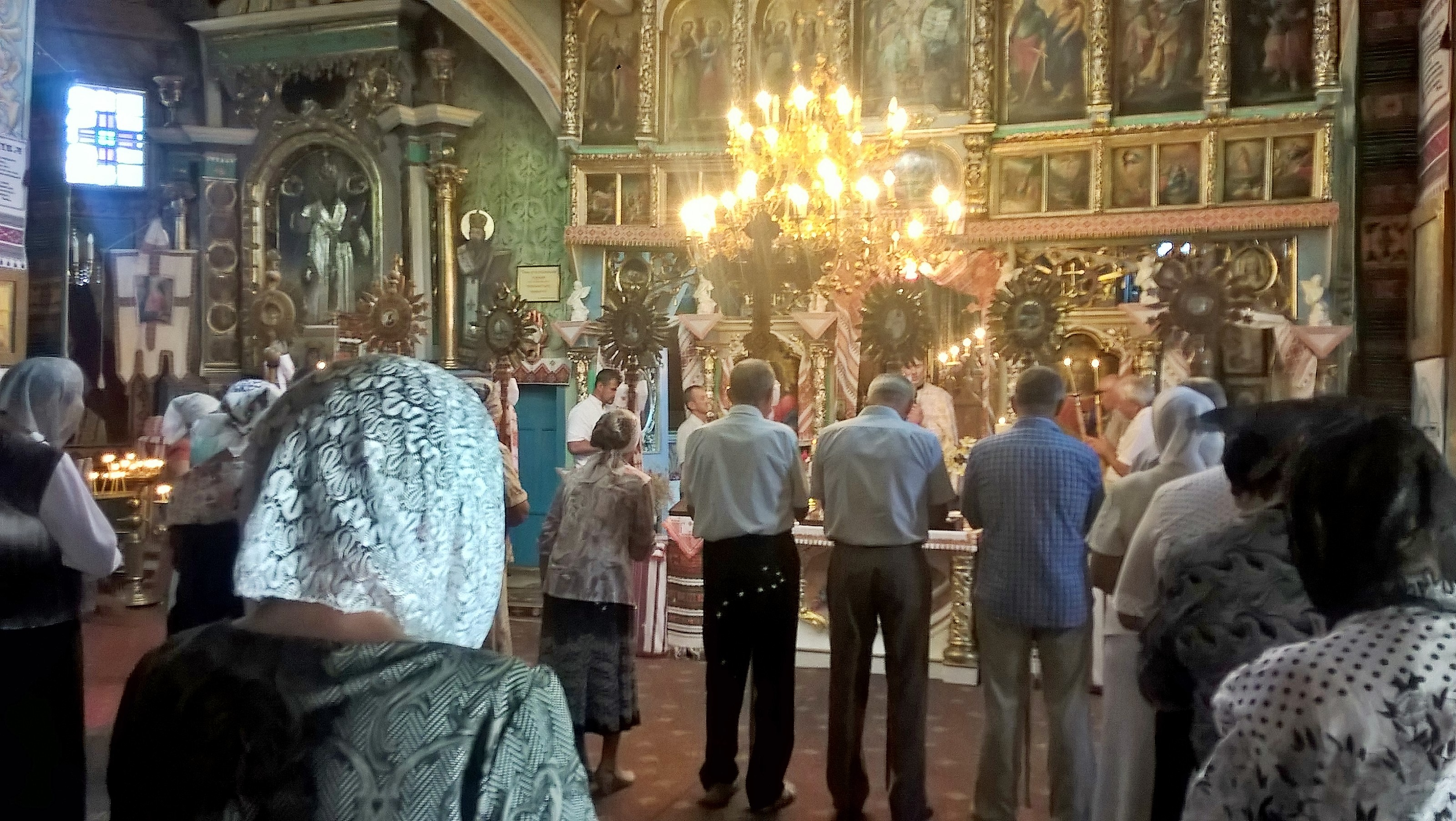
Wnętrze podczas nabożeństwa
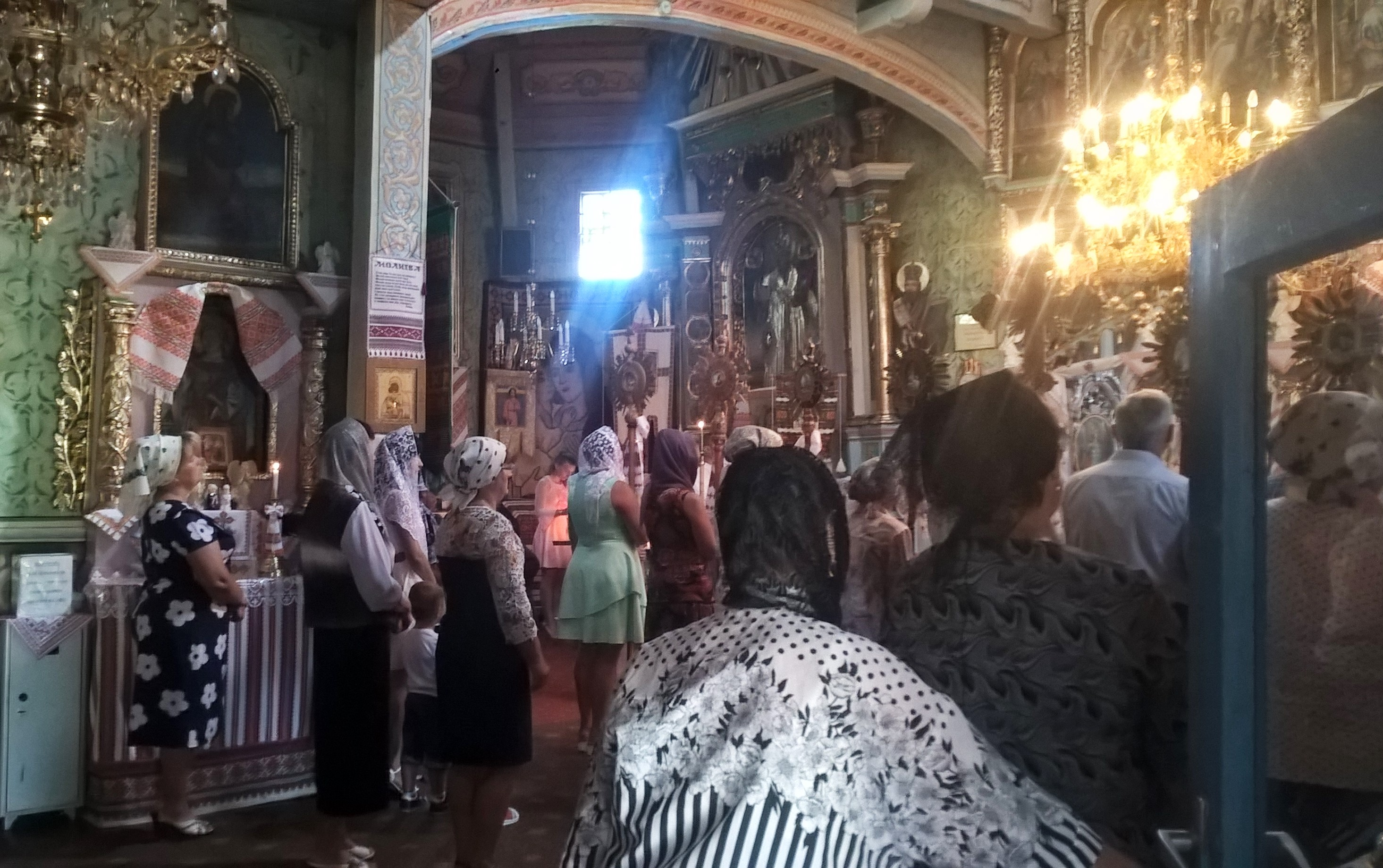
Wnętrze podczas nabożeństwa
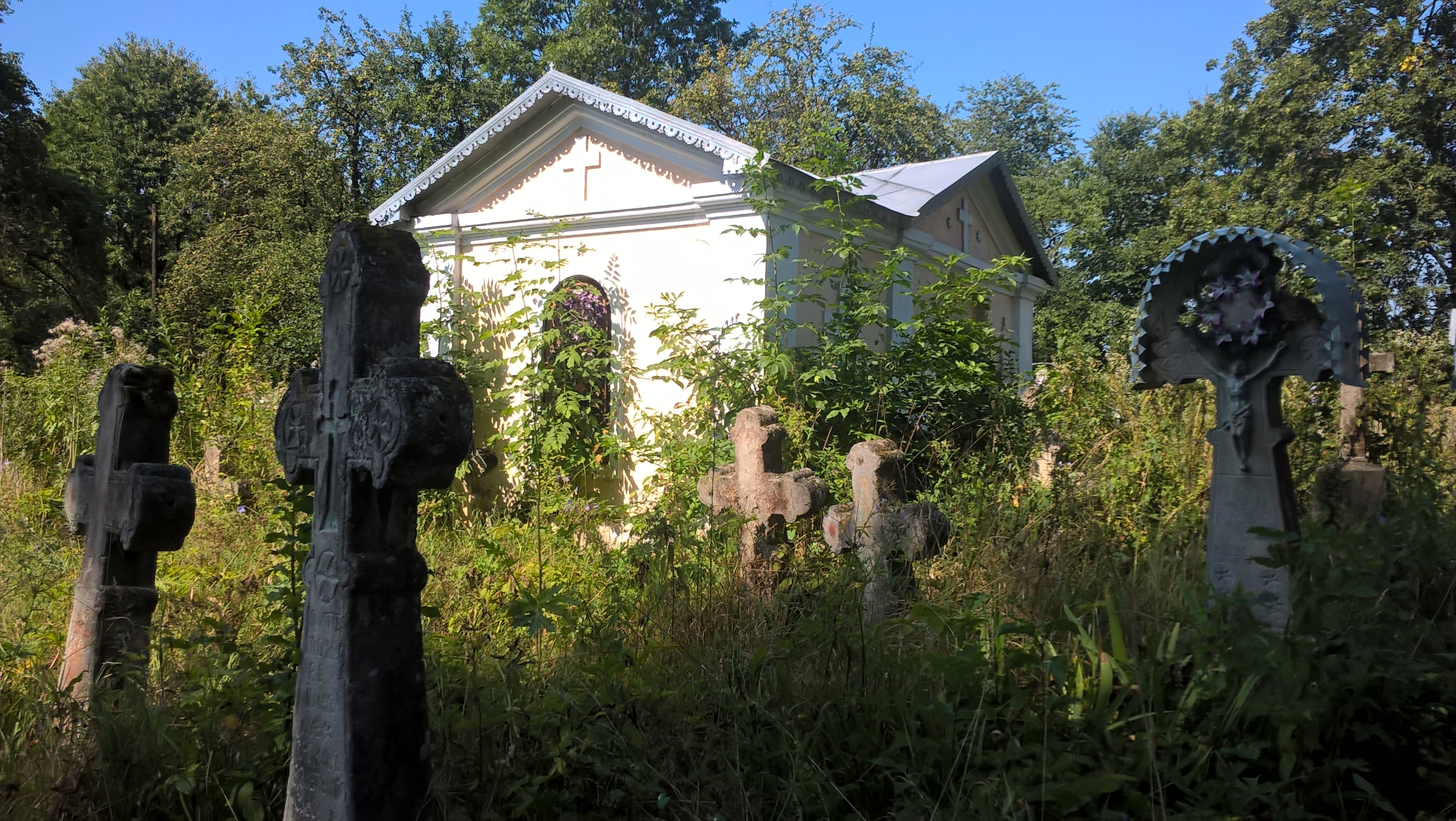
Cmentarz przycerkiewny
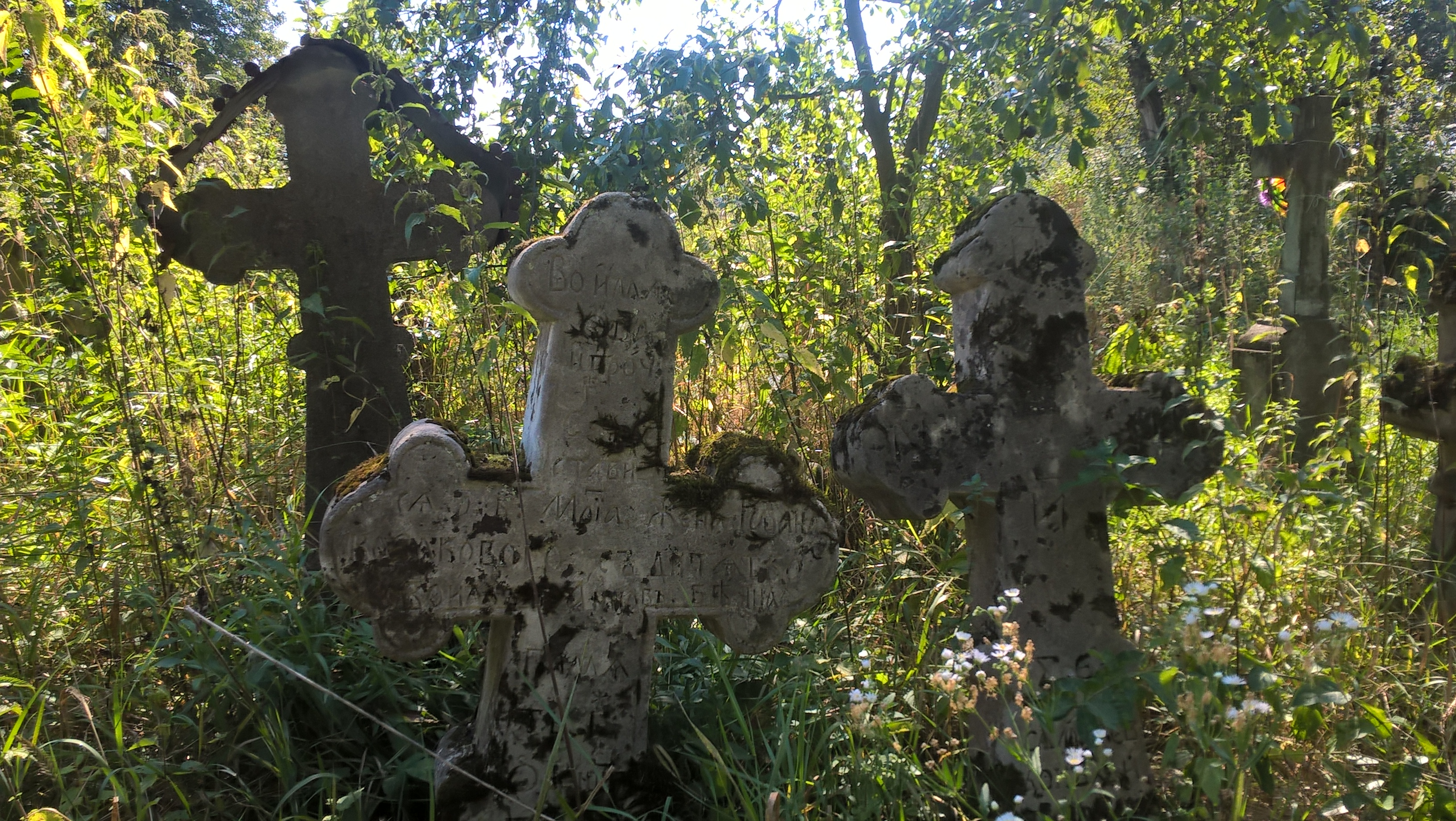
Krzyże na cmentarzu